# Jacques-François Menou
Jacques-François de Menou, baron de Boussay, francoski general in politik, * 3. september 1750, Boussay, † 13. avgust 1810, Mestre.
Bil je zadnji poveljnik Napoleonove Armade Egipta (1800-01), nato pa je bil administrator Piedmonta, guverner Toskane, guverner Benetk,...